# Donna Brazile
Donna Brazile, née le 5 décembre 1959 à Kenner, est un écrivain et professeur de science politique américaine, affiliée au Parti démocrate. Elle est la première Afro-Américaine à diriger une grande campagne présidentielle, pour Al Gore, en 2000.
Elle est présidente par intérim du Comité national démocrate en 2011 et en 2016.